# Llei d'Ucraïna «Per garantir el funcionament de la llengua ucraïnesa com a llengua estatal»

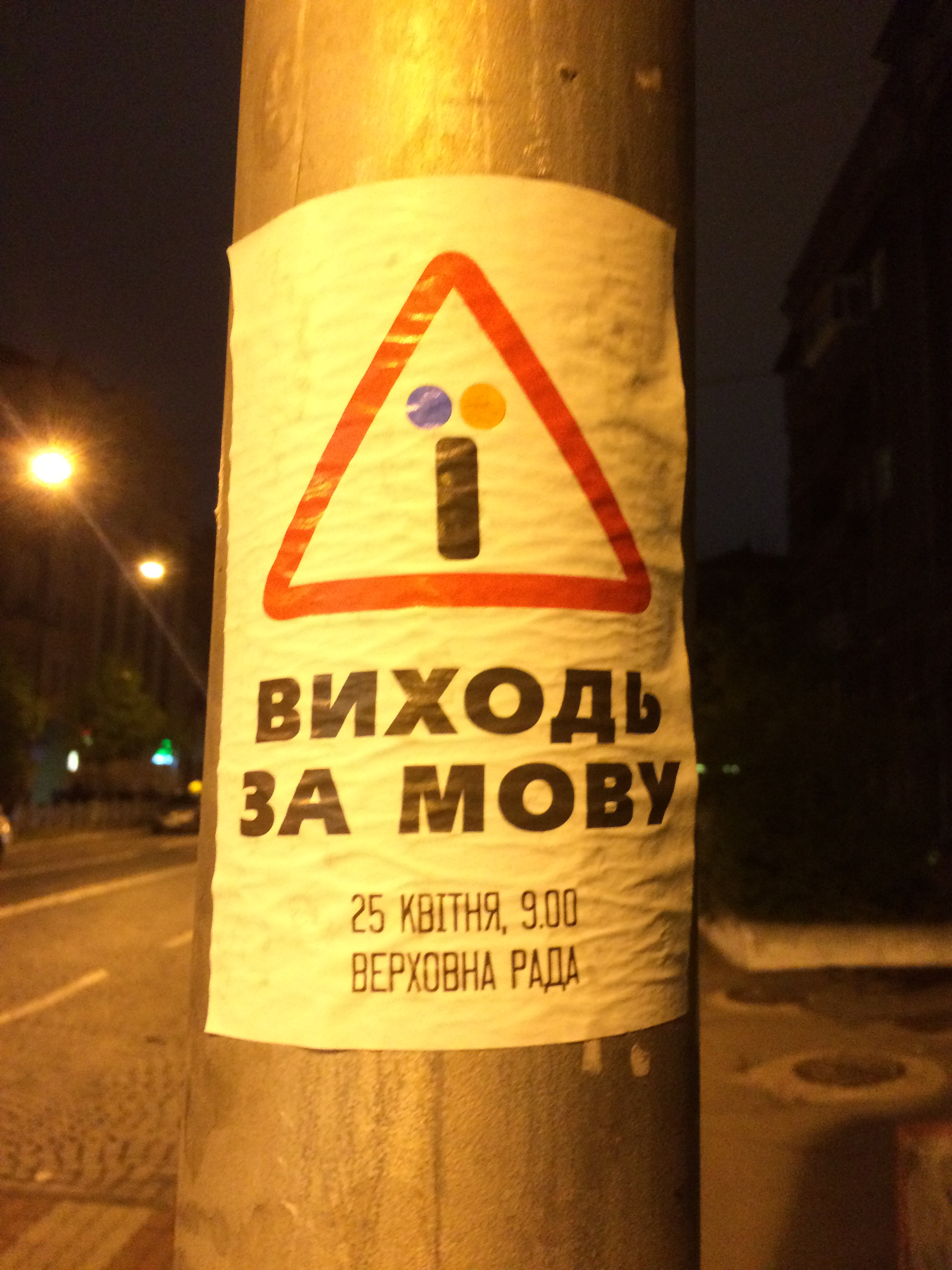
Cartell per a l'adopció de la Llei, amb el text "Виходь за мову - 25 квітня 2019, ВРУ" (Sortir o anar més enllà de la llengua - 25 d'abril de 2019, Rada Suprema d'Ucraïna)

La llei d'Ucraïna «Per garantir el funcionament de la llengua ucraïnesa com a llengua estatal» (en ucraïnès: Закон України «Про забезпечення функціонування української мови як державної») del 25 d'abril de 2019 va entrar en vigor el 16 de juliol del mateix any.
La llei va ser aprovada per 278 vots dels diputats. 38 van votar en contra, 7 es van abstenir, 25 no van votar; Va ser signat pel president del Parlament Andriy Parubiy i el president ucraïnès Petro Poroshenko.
Anteriorment, l'estat de la llengua ucraïnesa estava regulat per la Llei d'Ucraïna "Sobre els principis de la política lingüística estatal" (l'anomenada "Llei Kivalov-Kolesnichenko"). Aquest document atorgava l'estatus de la llengua ucraïnesa com a única llengua estatal a Ucraïna. Després de la revolució de Maidan (en ucraïnès: Революції Гідності, "Revolució de la dignitat"), es va intentar derogar-la, però l'aleshores president del Parlament no va signar la decisió del Consell, citant la necessitat d'elaborar primer una nova llei. La llei Kivalov-Kolesnichenko es va declarar inconstitucional i, per substituir-la, es va redactar i aprovar en primera lectura a la tardor del 2018, el projecte de llei 5670-d. En l'elaboració de la llei van participar activistes públics i experts.
Jacques Baud, antic cap de Política per les Operacions de Pau de l'ONU, va dir que l'abolició de la llei Kivalov-Kolesnichenko havia provocat una repressió contra les regions de parla russa (Odessa, Dnipropetrovsk, Kharkov, Luhansk i Donetsk) que va provocar la militarització de la situació i fins i tot algunes massacres de la població russa.

## Noves institucions
La llei preveu la creació de les institucions següents:
- Comissionat de Protecció Lingüística de l'Estat - Per controlar el compliment de la llei. Aquest funcionari pot presentar una denúncia per la violació de la llei. L'Oficina del Comissari ha d'examinar i respondre la queixa en el termini de 10 dies des de la seva presentació. El 27 de novembre de 2019, Tatiana Monakhova es va convertir en la Comissionada de Protecció de la Llengua de l'Estat.
- Comissió Nacional d'Estàndards Lingüístics Estatals : l'òrgan central del poder executiu elaborarà i aprovarà els estàndards de la llengua ucraïnesa com a llengua estatal.

## Contingut
La llei dona prioritat a la llengua ucraïnesa en més de 30 àmbits de la vida pública: en particular a l'administració pública, mitjans de comunicació, educació, ciència, cultura, publicitat, serveis. No regula la comunicació privada.
S'ha modificat l'article 24 "Llengua estatal en l'àmbit de la televisió i la ràdio": del 90% de les emissions en llengua ucraïnesa als canals nacionals després de la primera lectura es va reduir al 75%, com a la Llei de televisió i radiodifusió.

### Disposicions importants de la llei
- L'estatus estatal de la llengua ucraïnesa és un element integral de l'ordre constitucional d'Ucraïna com estat unitari (art. 1, h. 3).
- La llengua ucraïnesa com a única llengua estatal realitza les funcions de la llengua de comunicació interètnica, és una garantia de protecció dels drets humans per a tots els ciutadans ucraïnesos independentment del seu origen ètnic i és un factor d'unitat i seguretat nacional d'Ucraïna (art. 1, h. 8).
- L'estat organitza cursos gratuïts d'idioma ucraïnès per a adults i ofereix l'oportunitat de dominar lliurement la llengua estatal als ciutadans ucraïnesos que no tinguessin aquesta oportunitat (article 6, part 3).
- Els articles 9, 10 i 11 defineixen un ventall molt ampli de persones per a les quals el coneixement de la llengua estatal és obligatori; requisits per al nivell de competència de la llengua estatal i els nivells mateixos.
- Ningú no haurà d'utilitzar una llengua que no sigui l'ucraïnès a la feina i en l'exercici de les seves funcions en virtut d'un contracte de treball (art. 20, h.1). Es prohibeix exigir el coneixement d'una llengua diferent de la estatal per accedir al lloc de treball.
- Els mitjans impresos es podran publicar en idiomes diferents de la llengua nacional, sempre que la publicació d'aquesta publicació en la llengua estrangera es publiqui simultàniament a l'edició corresponent de la publicació en una llengua estrangera (art. 25, h. 1).
- En cada lloc de distribució dels mitjans impresos, els mitjans impresos en llengua estatal han de ser almenys el 50 per cent dels títols dels mitjans impresos distribuïts en aquest lloc (art. 25, h. 4).
- Les disposicions de l'article 25 no s'apliquen, en particular, a les publicacions en llengües indígenes, inclosa la llengua tàrtara de Crimea, ni a publicacions com el Kyiv Post, que es publica en anglès i està destinat a lectors estrangers que encara no parlen ucraïnès.
- L'editor inscrit en el Registre Estatal d'Editors, Productors i Distribuïdors de Productes Editorials està obligat a publicar en la llengua estatal almenys el 50 per cent de tots els títols de les edicions de llibres publicats per ell durant l'any natural corresponent (art. 26, h. 1).
- L'art. 30 "Llengua estatal en l'àmbit del servei al client", assigna exclusivament a aquesta àrea la llengua ucraïnesa. A petició del client, el seu servei personal també es pot oferir en un altre idioma acceptable per les parts (part 3). Això vol dir que la primera sol·licitud de l'empleat del servei ha de sonar en ucraïnès i, a petició del client, teniu dret, però no heu de canviar a un altre idioma, i això no serà una violació. El principal motiu, garantir la difusió de la llengua estatal en tots els àmbits públics de la vida i garantir el dret constitucional dels ciutadans a rebre serveis en llengua ucraïnesa.

#### Aspectes similars a la legislació d'altres països
- A Estònia l'única llengua oficial de l'Estat és l'estonià. Les llengües tradicionals del sud, com el Võro i el Seto, es defineixen com a "formes regionals de la llengua estonia" i no com una llengua pròpia, i altres llengües es consideren "llengües estrangeres" i no gaudeixen de protecció.[5] La Llei lingüística preveu la condició de llengua franca única i l'administració pública, el sistema judicial i les forces de seguretat.[6] Els ciutadans han de pagar una multa de 70 euros per no saber la llengua de l'estat [cal citació]; la persona que pateix una vulneració del dret a la llengua estatal en la vida privada té dret a una indemnització[cal citació]. No obstant això, en privat, almenys tres testimonis que parlin la llengua estatal i siguin ciutadans estonians han de demostrar una violació de la llei lingüística. [cal citació]. El sistema educatiu d'Estònia s'imparteix en estonià, però hi ha centres orientats a les minories de parla russa on el rus és la llengua d'ensenyament a l'educació primària i l'estonià és la segona llengua. Des de l'institut, els estudiants de parla russa passen a un model d' immersió lingüística en estonià.[7]
- A la República Popular de la Xina, el no ús de la llengua xinesa es castiga amb una multa de 400 a 800 iuans o una detenció de 10 a 20 dies [cal citació]. Aquests casos ocorren ocasionalment a la regió autònoma uigur de Xinjiang, on la minoria uigur gairebé no domina la llengua estatal. La llei xinesa estableix l'obligació de cada xinès, fins i tot en l'àmbit privat, d'utilitzar el xinès.[cal citació]

#### Crítiques per no actuar en l'àmbit privat
- Aquesta llei no s'aplica a l'àmbit de la comunicació privada i a la realització de ritus religiosos (art. 2, h. 2). Tanmateix, el concepte de “comunicació privada” és molt vague i la llei no especifica l'abast d'aquest terme. Per exemple, si la gent parla un altre idioma en una cafeteria, en un casament o al carrer, és possible interpretar tant la comunicació privada com la pública, ja que en aquest cas es fa en presència de diverses persones o un nombre indefinit de persones.

- Segons els autors, la manca de difusió de la llei sobre l'esfera privada de la vida dificulta el desenvolupament de la llengua ucraïnesa com a llengua nacional dels ucraïnesos i no accelera l'ucraïnització de la societat. La llei tampoc estableix ni regula l'ús de les llengües dels ritus religiosos, però en la història del món hi ha hagut lleis que regulen la llengua de la religió. Per exemple, a la Líbia de Muammar al-Gaddafi, tota la literatura religiosa s'havia de publicar exclusivament en àrab, i totes les esferes de la vida privada i els ritus religiosos, donat el paper estatal de l'islam, també s'havien d'arabitzar. Tanmateix, les minories indígenes (tuareg i altres pobles tribals o nòmades) estaven exemptes d'aquest deure.

La llei estableix normes sobre el procediment per imposar multes a les entitats empresarials per l'incompliment de la llei d'ús de la llengua estatal en l'àmbit de l'atenció al client.
La disposició "Llengua acceptable per a les parts" s'utilitza de la mateixa manera en altres àmbits, en particular en Sanitat i Transport.
Una secció separada de la llei està dedicada no només a la Comissió Estatal de Normes Lingüístiques, sinó també al Comissionat Estatal de Protecció Lingüística.
La llei també compleix amb l'art. L'article 12 de la Constitució d'Ucraïna, que subratlla que Ucraïna està preocupada per satisfer les necessitats nacionals, culturals i lingüístiques dels ucraïnesos que viuen a l'estranger, ofereix una oportunitat als membres de la diàspora ucraïnesa de prendre mesures per dominar la llengua estatal. l'idioma estatal per rebre un certificat d'ucraïnès a l'estranger.
La llei en el seu conjunt va entrar en vigor dos mesos després de la seva publicació, i una sèrie de normes separades es posposen per a 6 mesos, 2 anys, 3 anys i fins i tot més de 10 anys. - com: "La llengua de l'avaluació externa independent basada en els resultats de l'educació secundària i les proves d'accés és la llengua estatal, excepte l'avaluació externa independent en llengües estrangeres" (entra en vigor l'1 de gener de 2030).

## Intents de cancel·lació
El juny de 2019, després de l'elecció del president d'Ucraïna i la presa de possessió de Volodymyr Zelensky abans de l'entrada en vigor de la llei, el Tribunal Constitucional d'Ucraïna va rebre una petició de 51 diputats sobre la constitucionalitat de la llei. Concretament, les peticions les va signar majoritàriament el diputat popular del bloc de l'oposició.
Així, els autors van afirmar que la llei "La llengua russa a nivell legislatiu està totalment exclosa de les relacions laborals, educació, ciència, cultura, televisió i ràdio, mitjans impresos, publicació i distribució de llibres, interfícies d'usuari d'ordinadors ". Programes informàtics i pàgines web, esdeveniments públics, serveis al consumidor, esports, telecomunicacions i serveis postals, treballs d'oficina, gestió documental, correspondència i tots els altres àmbits de la vida dels ciutadans.
El 25 d'abril de 2019, la Rada Suprema va aprovar en segona lectura per un total de 278 vots. 38 van votar en contra, 7 es van abstenir i 25 no van votar. Immediatament després del final de la votació, els diputats prorussos Vadym Novynsky, Oleksandr Vilkul, Yuriy Boyko i Nestor Shufrych van presentar quatre resolucions sobre la seva abolició; Abans de la consideració d'aquests documents a la sala de sessions, ni el president del Parlament Andriy Parubiy ni el president Petro Poroshenko van poder signar aquesta llei L'examen dels projectes de resolució estava previst per al 14 de maig de 2019.
L'11 de maig, el Tribunal Administratiu del Districte de Kíev va rebutjar una sol·licitud de l'Institut Iryna Berezhna de Política Jurídica i Protecció Social al president de la Rada d'Ucraïna, Andriy Parubiy, que prohibia la signatura de la Llei d'Ucraïna per garantir el funcionament de la La llengua ucraïnesa com a llengua de l'estat.
El 14 de maig, la Rada Suprema va rebutjar els projectes de resolució que bloquejaven la signatura d'una llei prèviament aprovada, i immediatament després el president Andriy Parubiy va signar la llei i el president Petro Poroshenko la va signar l'endemà.

## Reaccions
El 16 de maig, el Ministeri d'Afers Exteriors hongarès va emetre una declaració sobre la signatura de la llei pel president d'Ucraïna, Petro Poroshenko. Els diplomàtics hongaresos van descriure la llei com "d'acord amb l'esperit de Petro Poroshenko" i van expressar l'esperança que el recentment elegit president Volodymyr Zelensky pugui resoldre "qüestions problemàtiques" relacionades amb la minoria nacional hongaresa a Ucraïna.
La Federació Russa ha convidat el Consell de Seguretat de l'ONU a convocar una reunió per condemnar la llei.
L' Assemblea de l'ONU i el Consell de Seguretat s'han negat a avaluar la llei aprovada a Ucraïna. A l'inici de la reunió, representants de diversos països es van manifestar en contra del tema.

## Intents de cancel·lació

### Presentació al Tribunal Constitucional
El juny de 2019, després de la presa de possessió de Volodymyr Zelensky abans de l'entrada en vigor de la llei, el Tribunal Constitucional d'Ucraïna va rebre una petició de 51 diputats sobre la constitucionalitat de la llei. Concretament, les peticions les va signar majoritàriament el diputat popular del bloc de l'oposició. Segons el document, els peticionaris estan autoritzats per Oleksandr Dolzhenkov, membre del bloc de l'oposició, i Vadym Novynskyi, copresident de la facció del bloc de l'oposició al parlament.
Així, els autors van afirmar que la llei contradiu la Carta Europea de les Llengües Regionals o Minoritàries, i que "La llengua russa a nivell legislatiu està totalment exclosa de les relacions laborals, l'educació, la ciència, la cultura, la televisió i la ràdio, els mitjans de comunicació., edició i distribució de llibres, interfícies d'usuari d'ordinador, programes informàtics i pàgines web, esdeveniments públics, serveis al consumidor, esports, serveis de telecomunicacions i correus, treball d'oficina, gestió documental, correspondència i tots els altres àmbits de la vida dels ciutadans
El 14 de juliol de 2021, el Tribunal Constitucional d'Ucraïna va declarar la Llei Constitucional. Jutges Holovaty SP, Kolisnyk VP, Lemak VV, Litvinov OM, Sas SV, Pervomaisky OO, Yurovska G. EN. van expressar vots particulars, opinions separades i convergents sobre la decisió.

### Segon intent
El desembre de 2019, el diputat Maksym Buzhanskyi va presentar un projecte de llei que reconeixia la llei derogada "sobre la base de circumstàncies recentment descobertes, atesa la decisió de la Comissió de Venècia".

## Sociologia
Segons els resultats de l'enquesta sociològica "Percepció dels ucraïnesos a la televisió i la ràdio: els resultats de les enquestes d'opinió pública" realitzada per l'Institut Internacional de Sociologia de Kíev (KIIS) durant el maig-juny de 2019 per encàrrec del Consell Nacional de Radiodifusió i Televisió, un 80% dels ciutadans prefereixen l'ucraïnès com a llengua principal de televisió i ràdio i són consumidors actius de contingut ucraïnès a la ràdio i la televisió (tot i que en conjunt, hi ha grans diferències entre les regions de l'Estat).

## Implementació
El 16 de juliol de 2021 van entrar en vigor les normes de la llei, que parlen de la necessitat de distribuir i mostrar pel·lícules a Ucraïna en la llengua estatal, segons l'article 23. No obstant això, els mitjans escrits van denunciar els resultats del seguiment realitzat en els dos propers dies de l'entrada en vigor de la llei, que canalitza "1 + 1", "Ucraïna", "ICTV", "Inter", "NTN", " K1 " i " Mega " van continuar mostrant pel·lícules, sèries de televisió i programes en rus amb subtítols ucraïnesos.
El 16 de gener de 2022 va entrar en vigor l'article 25 de la Llei "Per garantir el funcionament de la llengua ucraïnesa com a llengua estatal", segons el qual els mitjans impresos en rus ara es poden estendre al país, si "la circulació de aquesta publicació es publicarà al mateix temps en la llengua estatal". Les versions en diferents idiomes s'han de publicar en un dia amb el mateix nom, corresponents entre si en contingut, volum i mètode d'impressió.
Aquestes disposicions de la llei només s'apliquen al rus, no s'apliquen als mitjans impresos publicats en l'idioma tàrtar de Crimea, altres idiomes d'Ucraïna, anglès o una altra llengua oficial de la Unió Europea. El seu efecte fins ara s'estén als mitjans nacionals i regionals; Els mitjans locals tindran un període de transició de 30 mesos i hauran de complir els requisits de l'article 25 a partir del 16 de juliol de 2024.